# Извеково (Смоленская область)
Извеково — деревня Новодугинского района Смоленской области России. Расположена в северо-восточной части области в 20 км к западу от Новодугино. Население — 80 жителей (2022). Административный центр Извековского сельского поселения.

## История
Село Извеково получило своё нынешнее название от фамилии помещиков Извековых в конце XVIII века. До это село носило название Голицыно — от предыдущих владельцев — князей Голицыных. В 1768 году при помещике Василии Бровцыне в селе был построен деревянный храм во имя Казанской иконы Божией Матери. 

Описание села Извеково Сычевского уезда Смоленской Епархии по программе, напечатанной в Епархиальной Ведомости, № 14 за 1903 год:
 Село Извеково Короваевской волости Сычевского уезда, оно село принадлежит к разряду 7-го класса.
До построения храма. оное село была деревня и называлось «Рябцево». Название «рябцево» это деревня, а за тем село, получило потому что окружено была дремучими лесами, где в изобилии водились птички рябчики. Откуда село получило название «Извеково» неизвестно. Название его еще и «Голицино» по смежной с ним и Князем Голицыным.
Расстоянием оное село находится от уездного города в 35 верстах, от волости в 7-ми, от Почт. учреждений – в 10-ти, от железной дороги – в 20-ти, от соседних сел – от 4-7 верст, от границы со спор. губернией в 90 верстах. Почтовый адрес : «Воскресенское» Почт.телеграфное Отделение Сычевского уезда.
Число домов в селе Извеково : 44, жителей – 130 муж. 131 жен. пола. Общественных зданий в селе есть два : церковно-приходская школа и церковная сторожка. Состав жителей села : духовные и крестьяне.
В 1913 году в селе была построена каменная церковь Казанской иконы Божией Матери. В годы Великой Отечественной войны село было оккупировано. После освобождения в 1943 году в селе осталось 47 домов и 147 жителей.

## Достопримечательности
В деревне расположена церковь Казанской иконы Божией Матери.
В 1765 построен деревянный храм вместо прежнего, постройки 1725, на средства помещика Василия Исаиевича Бровцына. С 1847 приписана к приходу Муравишников по малочисленности прихода, в 1894 вновь открыт свой причт при церкви.
По описи 1910 года храм 1765 выглядел так: деревянная на каменном фундаменте; снаружи обшита тесом и покрашена масляной краской, внутри обшита тесом и не окрашена; покрыта железом, окрашенным зеленою масляною краскою. Длина церкви с колокольней 11 саж, ширина 3 саж, высота до верха карниза 4 саж; на церкви 1 большая главка; больших окон 6 шт (27 верш х 21 верш), во втором ярусе 2 итальянских окна (30 верш х 2,5 арш), малых окон в куполе 4 шт и в притворе больших окон 2 шт (3 арш х 1,5 арш); дверей наружных двухстворчатых 2 шт. Церковь отапливается 1 железной печью. Иконостас длиной 2 саж 2,75 верш и высотой 2 саж 1 арш. Колокольня в 2 яруса, высота до верха карниза 6 саж.
15.01.1911 деревянный храм сгорел и в 1913 году построен новый каменный храм на средства прихожан в русско-византийском стиле.
Четверик храма венчает декоративное пятиглавие. Храм имеет трапезную и шатровую колокольню.
В 1930-х годах церковь была закрыта. В 1941 году церковь открыли и больше не закрывали.
Церковь Казанской иконы Божией Матери является памятником архитектуры местного значения.
В Извеково находится братская могила 12 граждан деревни, расстрелянных гитлеровцами 14 сентября 1942 года.

## Инфраструктура
В деревне находится администрация Извековского сельского поселения, продуктовый магазин, относящийся к Новодугинскому райпо, медпункт, библиотека.

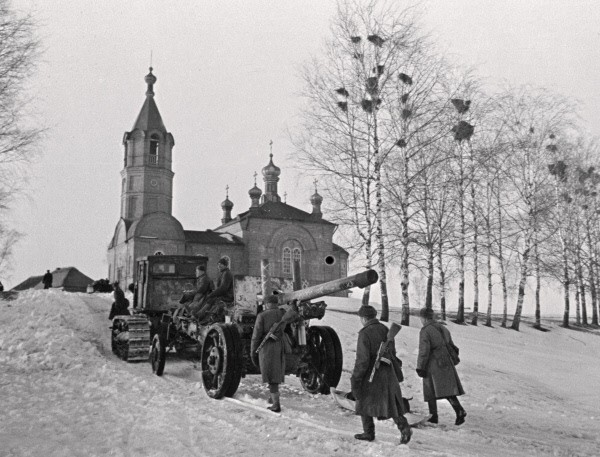
Церковь, 1943
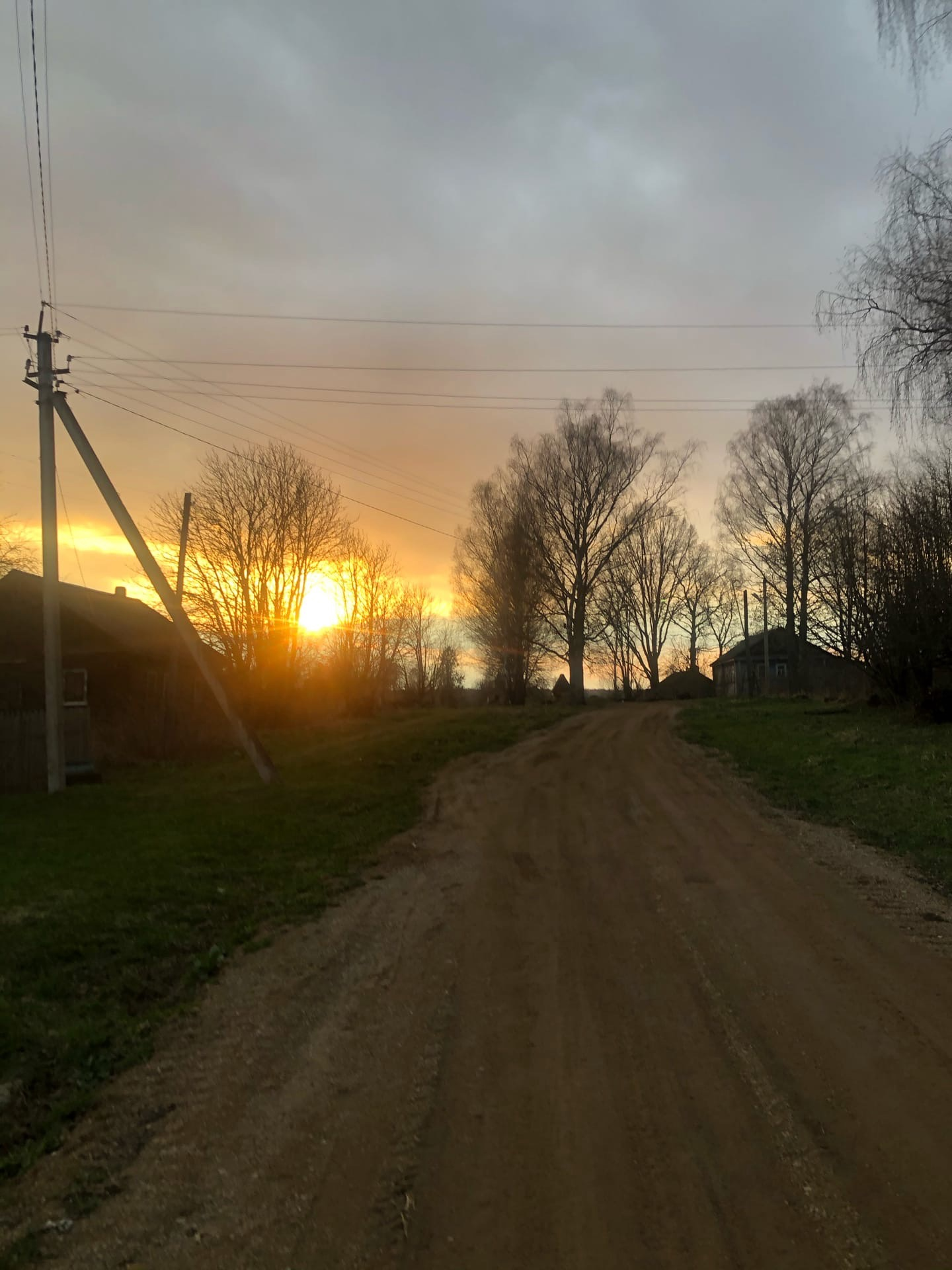
Луговая улица